# Катедра за руски и српски језик и књижевности Филозофског факултета Универзитета у Источном Сарајеву
Катедра за руски и српски језик и књижевности је катедра Филозофског факултета на Палама.
Ова комбинована катедра својеврсни је насљедник Катедре за руски језик и књижевност. Катедра уједињује два двопредметна студија: студије српског језика и књижевности и студије руског језика и књижевности, укључујући из тих студија неопходне предмете и њихове садржаје.

## Историја катедре
Катедра за руски и српски језик и књижевности је основана 1961/1962. године на Филозофском факултету у Сарајеву. 1972. године на истом факултету прерасла у Одсјек за словенске језике и књижевности. Катедра је почела с радом, уписом прве генерације студената, у школској 2009/2010. години.

## Наставни кадар
- Проф. др Јелена Бајовић
- Проф. др Милена Маројевић
- Милица Чамур
- Весна Мићић

## Шеф катедре
- Проф. др Јелена Бајовић

## Секретар
- Милица Чамур